# Hatonuevo
Hato Nuevo é um município da Colômbia, localizado no departamento de Guajira.